# Oldfieldia somalensis
Oldfieldia somalensis là một loài thực vật có hoa trong họ Picrodendraceae. Loài này được (Chiov.) Milne-Redh. mô tả khoa học đầu tiên năm 1948.